# Кийе (гмина)
Кийе (пол. Kije) — сельская гмина (волость) в Польше, входит как административная единица в Пиньчувский повет, Свентокшиское воеводство. Население — 4643 человека (на 2004 год).

## Демография
| Перепись                       | Всего   | Всего | Женщины | Женщины | Мужчины | Мужчины |
| ------------------------------ | ------- | ----- | ------- | ------- | ------- | ------- |
| Единицы                        | человек | %     | человек | %       | человек | %       |
| Население                      | 4643    | 100   | 2353    | 50,7    | 2290    | 49,3    |
| Плотность населения (чел./км²) | 46,8    | 46,8  | 23,7    | 23,7    | 23,1    | 23,1    |

## Сельские округа
1. Борчин
2. Чехув
3. Гартатовице
4. Голухув
5. Гурки
6. Хайдашек
7. Янув
8. Кие
9. Клишув
10. Кокот
11. Липник
12. Рембув
13. Самостшалув
14. Ставяны
15. Умяновице
16. Вежбица
17. Влощовице
18. Воля-Жыдовска
19. Вымыслув
20. Жыдувек

## Соседние гмины
1. Гмина Хмельник
2. Гмина Имельно
3. Гмина Моравица
4. Гмина Пиньчув
5. Гмина Собкув